# Gennadij Padalka
Gennadij Ivanovitj Padalka, född 21 juni 1958 i Krasnodar, är en rysk kosmonaut. Han togs ut i kosmonatgrupp TsPK-10 1989 och gjorde sin första rymdfärd för Ryssland 1998 som befälhavare på Sojuz TM-28 till ett 198 dagar långt uppdrag på rymdsattionen Mir. Padalka har därefter gjort ytterligare fyra långa rymdfärder för Ryssland. Efter senaste hemkomsten 12 september 2015 hade Padalka totalt vistats i rymden 878 dagar 11 timmar och 29 minuter. Han är därmed den person som vistats längst i rymden.

## Rymdfärdsstatistik
| Färd                            | Datum                              | Tid          | EVA        |
| ------------------------------- | ---------------------------------- | ------------ | ---------- |
| Sojuz TM-28 / MIR-26            | 13 augusti 1998 - 22 februari 1999 | 198d 16h 31m | 06h 24m    |
| Sojuz TMA-4 / ISS-09            | 19 april 2004 - 24 oktober 2004    | 187d 21h 16m | 15h 43m    |
| Sojuz TMA-14 / ISS-19 / ISS-20  | 26 mars 2009 - 11 oktober 2009     | 198d 16h 42m | 05h 06m    |
| Sojuz TMA-04M / ISS-31 / ISS-32 | 15 maj 2012 - 17 september 2012    | 124d 23h 51m | 05h 51m    |
| Sojuz TMA-16M / ISS-43 / ISS-44 | 27 mars 2015 - 12 september 2015   | 168d 05h 09m | 05h 31m    |
| Totalt                          | Totalt                             | 878d 11h 29m | 1d 14h 35m |